# Balatonakali
Balatonakali (hongrois : Balatonakali [ˈbɒlɒtonɒkɒli]) est une localité hongroise située dans le comitat de Veszprém, au bord du lac Balaton.

## Site et localisation

### Topographie et hydrographie
Balatonakali est située sur la rive nord du lac Balaton. Par ses terres non bâties, elle touche presque celles de Balatoncsicsó, bien que ce village soit plus éloigné.

### Climat
Le climat, de type méditerranéen, favorise la viticulture et confère à la région un cadre de vie agréable, propice au tourisme.

### Aires faunistiques et floristiques
La commune bénéficie d'un environnement naturel remarquable : les eaux poissonneuses du Balaton, des pâturages riches en bordure du lac et des forêts littorales abritant un gibier abondant.

## Histoire
Le territoire de Balatonakali est occupé depuis la préhistoire, comme en témoignent les objets découverts lors de fouilles archéologiques. Des populations celtes puis romaines y ont résidé, le site relevant alors de la province romaine de Pannonie.
À l'époque médiévale, le village faisait partie de Dörgicse et relevait du domaine de la collégiale de Székesfehérvár. Il est mentionné pour la première fois dans le célèbre acte de fondation de l'abbaye de Tihany en 1055, sous le nom de « Dergeche ». Durant la période des Árpád, les chanoines gardiens de la Couronne de Hongrie y disposaient de vastes possessions, parmi lesquelles Akali. Le nom du village apparaît en 1333 dans le registre de la dîme papale comme Hokuli-Dergethe.
Le village est détruit pendant l'occupation ottomane et reste inhabité pendant près de deux siècles. Il est réimplanté au XVIIIe siècle, notamment par des familles hongroises installées à l'initiative du chapitre de Székesfehérvár. En 1807, l'empereur François Ier en fait don à l'ordre des piaristes, qui le conservent jusqu'à la réforme agraire de 1945. Les terres de Ság-puszta, rattachées à Akali, seront ultérieurement utilisées pour la construction du centre de vacances de jeunesse de Zánka, les habitants étant relogés à Balatonakali.

## Population

### Tendances sociologiques
Historiquement village de pêcheurs à une seule rue, Balatonakali s'est progressivement transformé en bourg touristique organisé autour du littoral. La commune compte environ 700 habitants permanents, mais sa population peut atteindre près de 20 000 personnes en été, grâce à l'afflux de vacanciers et à la présence de nombreux camps de jeunesse.

### Minorités culturelles et religieuses
Lors du recensement de 2011, la population de Balatonakali se déclarait à 76 % hongroise, 2,9 % allemande et 0,2 % rom, tandis que 23,6 % des habitants n'ont pas souhaité se prononcer (les identités multiples pouvant faire dépasser les 100 %). Côté religieux, 45,6 % des habitants se déclaraient catholiques romains, 6,2 % réformés, 6,2 % luthériens, 0,6 % gréco-catholiques, et 6,7 % sans appartenance religieuse ; 34,3 % ne se sont pas exprimés.
Au recensement de 2022, 91,5 % des habitants se déclaraient Hongrois, 2,4 % Allemands, 0,3 % Ukrainiens, et 0,2 % se disaient Roms, Polonais, Bulgares ou Slovaques. Environ 3,3 % appartenaient à d'autres nationalités non indigènes, et 8 % n'ont pas répondu. Concernant l'appartenance religieuse, 38,7 % étaient catholiques romains, 7,8 % réformés, 4,5 % luthériens, 0,5 % gréco-catholiques, 0,2 % orthodoxes, 0,3 % autres chrétiens, 1,4 % autres catholiques, 9,6 % sans religion ; 36,4 % des habitants n'ont pas répondu.

## Équipements

### Réseaux extra-urbains
La commune de Balatonakali est traversée par la route nationale 71, qui constitue l'axe principal de desserte routière depuis l'est comme depuis l'ouest. Au nord du village, la route départementale 7338 bifurque vers Dörgicse et Pécsely, avant de rejoindre Balatonszőlős.
Balatonakali est également desservie par la ligne ferroviaire Börgönd–Szabadbattyán–Tapolca, qui longe la rive nord du Balaton. La gare de Balatonakali-Dörgicse se situe à la limite sud de l'ancien village, à proximité immédiate du rivage. Elle est accessible par des voiries communales depuis la section urbaine de la route 71.

## Économie

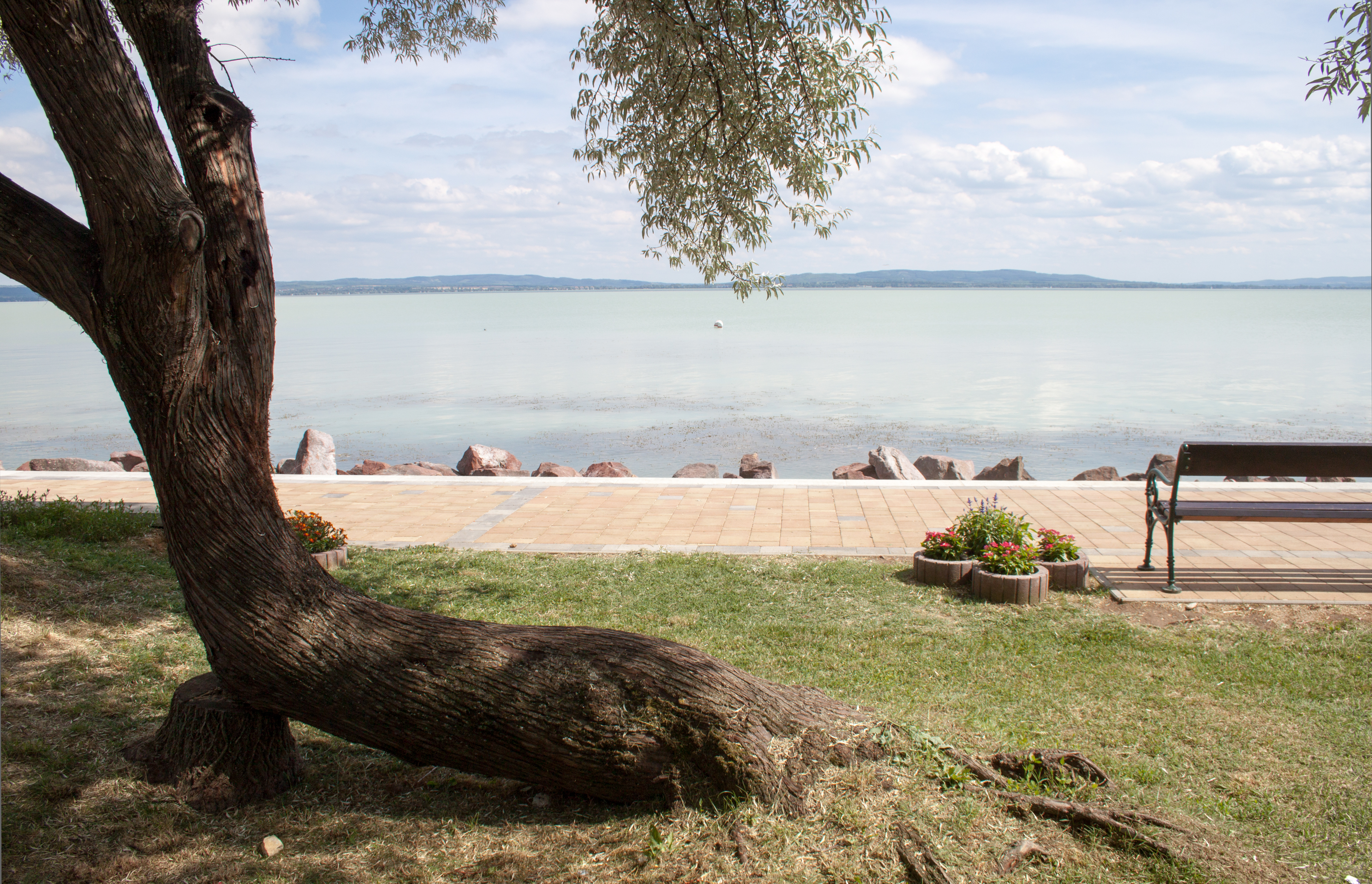
Plage de Balatonakali.

Le développement de Balatonakali repose sur le tourisme balnéaire et viticole du lac Balaton. Le climat tempéré et ensoleillé a favorisé depuis longtemps la culture de la vigne, et la commune bénéficie aujourd'hui d'un littoral bien aménagé, d'un port de plaisance, de trois campings internationaux et de dix camps de jeunesse. Un sentier en bord de lac, une plage soignée, des possibilités de pêche, d'activités nautiques et de randonnées complètent l'offre touristique.
L'été, Balatonakali organise un programme culturel varié, avec des concerts en plein air, des animations pour les jeunes et de nombreux événements saisonniers. La commune attire les visiteurs par ses restaurants de cuisine hongroise traditionnelle, ses caves vinicoles réputées et ses hébergements chez l'habitant.

## Jumelages
| Ville | Ville        | Pays | Pays     |
| ----- | ------------ | ---- | -------- |
|       | Balástya     |      | Hongrie  |
|       | Plăiești (d) |      | Roumanie |